# Aleksandr Konstantinovič Petrov
Aleksandr Konstantinovič Petrov (Александр Константинович Петров; 17 luglio 1957) è un regista e animatore russo.
Petrov ha seguito dei corsi d'arte al VGIK (scuola nazionale russa di cinema e televisione). È stato allievo di Yuri Norstein.
Dopo aver realizzato i suoi primi film in Russia, ha lavorato in Canada al romanzo Il vecchio e il mare. Tecnicamente impressionante, questo film è interamente realizzato come pittura a olio su vetro. Ha ricevuto vari riconoscimenti, dall'Oscar, al premio Jutra e al Festival internazionale del film d'animazione di Annecy.
Nel 2016 ha partecipato come giurato a Festival Animavì - Cinema di Animazione Poetico, tenutosi a Pergola dal 12 al 16 luglio, realizzandone la sigla e il manifesto.
Nel corso dell'evento è stato premiato con il Bronzo dorato all'Arte animata.

## Filmografia

### Regia
- Marathon, Марафон (Marafon) (diretto e animato con Mikhail Tumelja) (1988)
- La mucca, Корова (Korova) (tratto da Andrej Platonov) (1989)
- The Dream of a Ridiculous Man, Сон смешного человека (Son smešnovo čeloveka) (tratto da Fëdor Dostoevskij)  (1992)
- Mermaid, Русалка (Rusalka) (tratto da Aleksandr Puškin) (1997)
- Il vecchio e il mare (tratto dal romanzo omonimo di  Ernest Hemingway)  (1999)
- Partecipazione in Winter Days, 冬の日 (Fuyu no hi)  (2003)
- My Love, Моя любовь (Moja ljubov') (tratto da Ivan Šmelëv) (2006)

### Direzione artistica
- By a Wave of the Wand, По щучьему велению (Po ščuč'emu veleniju), regia di Valerij Fomin[senza fonte])  (1984)
- Tale of a Small Fry, Сказочка про козявочку (Skazočka pro kozjavočku), regia di Vladimir Petkevič, pittura su vetro)  (1985)
- Welcome, Добро пожаловать (Dobro požalovat), regia di Alexej Karaev, paint-on-glass) (1986)
- The Guardian, Хранитель (Khranitel'), regia di Vladimir Petkevič (1989)